# Sliammon

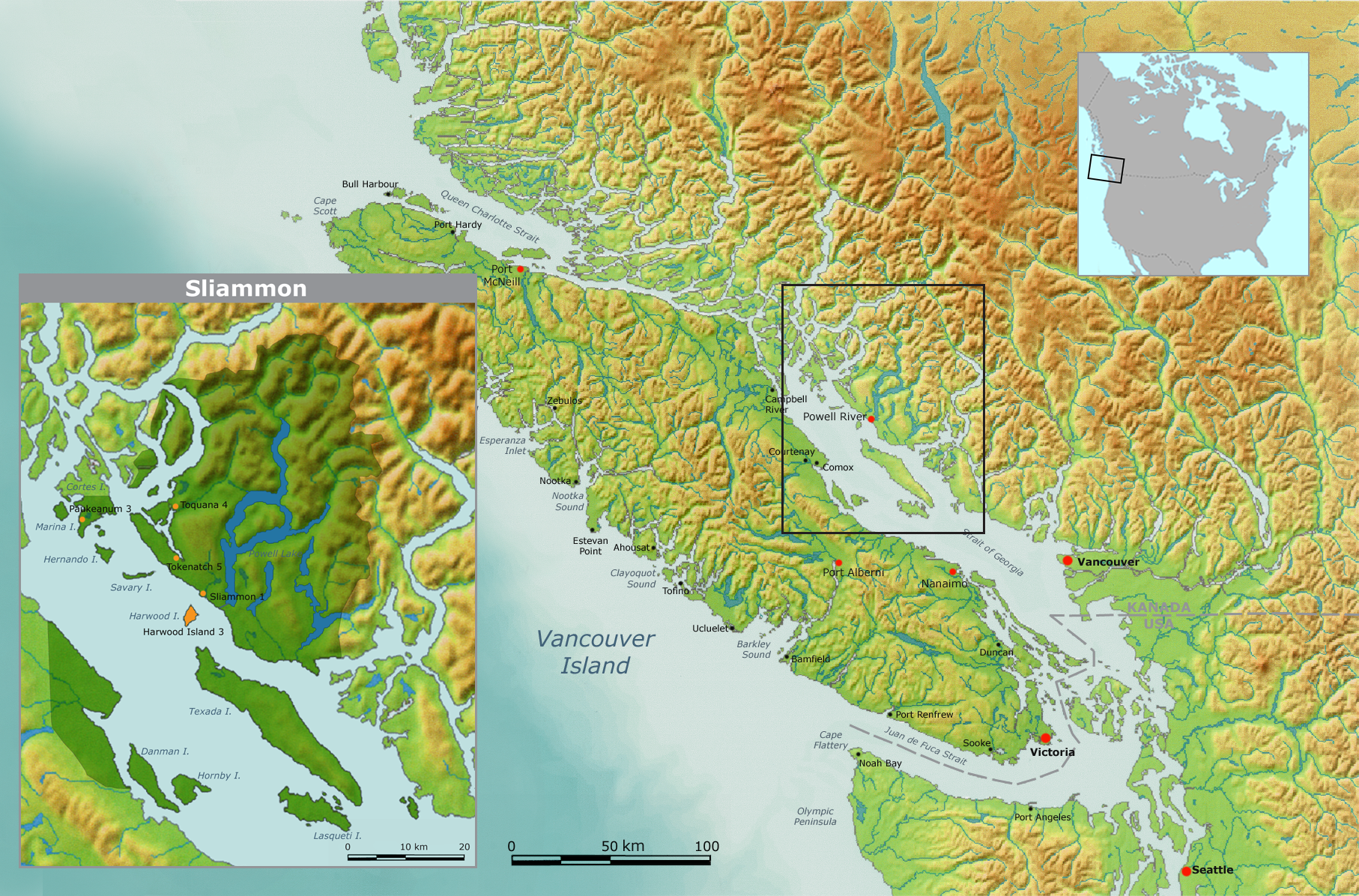
Traditionelles Territorium der Sliammon und Hauptreservate

Mit Sliammon oder Sliammon First Nation (auch Tla’amin) wird eine kanadische First Nation bezeichnet, die traditionell auf beiden Seiten der Strait of Georgia lebt. Sie gehört zur Sprachfamilie des Salish, kulturell zu den Küsten-Salish. 
Der Stamm hatte im August 2009 genau 970 vom Staat anerkannte Mitglieder, davon lebten 570 (ein Jahr zuvor noch 601) innerhalb des Reservats, 396 außerhalb und 4 weitere in anderen Reservaten.

## Geschichte

### Frühgeschichte
Das traditionelle Gebiet der Sliammon erstreckt sich von der Gegend bei Stillwater und Texada Island nordwärts über Malaspina und Gilford Peninsula bis zum Süden des Homfray Channel und teilweise Cortes Island. Es umfasste insgesamt rund 370 km². In diesem Gebiet bewohnten sie etwa zehn Dörfer, dazu viele saisonale Wohnstellen.

### Europäische Kontakte
Der mündlichen Überlieferung nach kaperten und versenkten in den 1750er Jahren 18 Krieger der Sliammon ein spanisches Schiff, das jedoch im Schlick bisher nicht aufgefunden werden konnte. 
George Vancouvers Leute trafen auf die Sliammon an der Küste von Harwood Island (Ah gyk’sen). Zwei weitere spanische Schiffe, die Sutil und die Mexicana sind verbürgt. 1838 traf die Beaver von der Hudson’s Bay Company bei den Sliammon („Tla’amin“) im Norden von Texada Island ein und verkaufte Musketen gegen Pelze.

### Epidemien
George Vancouver schätzte im Sommer 1780 die Bevölkerung im Jervis Inlet auf rund 5.000. Die Gesamtzahl der Küsten-Salish, die 1835 auf 12.000 geschätzt wurde, fiel bis 1915 auf rund 4.000. Sie fielen Epidemien zum Opfer, wie Pocken, Masern oder Grippe. 

### Oblatenmission und das „System Powell“
Die Sliammon wurden von den Oblaten Ende der 1860er Jahre missioniert, d. h. von Pater Eugène-Casimir Chirouse, der Gottesdienste in Powell Lake und Grace Harbour abhielt. Dank seiner Hilfe wurden während der Pockenepidemie von 1862 wohl 400 Tulalip geimpft und so sind bis August 1862 wohl nur drei von ihnen der Krankheit zum Opfer gefallen. Andererseits hatte er 1892, im Dienst der Mission von Snohomish, ein Indianermädchen auspeitschen lassen und wurde dafür vor Gericht gezogen. 1896 entstanden die ersten Kirchen in Church House, Squirrel Cove und Sliammon. Die Sliammon werden veranlasst, christliche Namen anzunehmen. Wenige wagten es, in der Scuttle Bay noch Potlatches mit ihren Medizinmännern zu feiern. 
Bis 1880 wurde Indian Commissioner/Superintendent Israel W. Powell auch verantwortlich für die Sliammon. Schon 1873 wurden 2.775 Acre erworbenen Landes (Lot 450) an R. P. Rithet vergeben, einem engen Mitarbeiter von Powell. Das Gebiet erstreckt sich vom heutigen Grief Point bis Sliammon. Damit wurden den Sliammon drei dauerhaft bewohnte Dörfer und zahlreiche Saisonsiedlungen enteignet. Doch die Sliammon wehrten sich. Um 1878 machten sie den Holzunternehmen Konkurrenz, die Sliammon konfiszierten sogar Stämme, die zu nah an ihrem Dorf geschlagen worden waren. 
1879 erhielten die Sliammon ein winziges Reservat zu je 20 ha pro Familie (kanadischer Durchschnitt: 80). Commissioner Gilbert M. Sproat (seit 1875) wurde 1880 wegen zu großzügiger Landvergabe attackiert, insbesondere von Powell. Powell wurde bis 1889 Dominion Inspector of Indian Agents – und Powell River trägt bis heute seinen Namen. Noch im Vorjahr, am 8. Dezember, hatten die Sliammon eine Unterredung mit Malcolm Gilbert Sproat von der Indian Reserve Commission zweieinhalb km von Harwood über die Reservate, doch wurde ihnen ein Reservat in ihrem traditionellen Gebiet verweigert.

### Zwangsassimilation: Bildung und Schulen
1903 baten die Sliammon um Errichtung einer Schule (Indian Boarding School), die allerdings 1918 abbrannte. Ab 1920 wurden Residential Schools mit rigoroser Schulpflicht eingerichtet. Die Kinder wurden auf St. Mary’s in Mission (1861–1984), Kamloops Indian Residential School (1890–1978) und St. Augustine’s in Sechelt (1913–1975) verteilt. Sie durften dort nicht ihre Muttersprache sprechen und sollten zu Kanadiern gemacht werden – ohne Erinnerung an ihre Kultur (Zwangsassimilation).
Noch 1960 ging nur ein Drittel der Kinder in öffentliche Schulen. Auch die Segregationspolitik in öffentlichen Einrichtungen und Transportmitteln blieb bis weit in die 60er Jahre in Gebrauch.

### Zwangsumsiedlung, Reservate, Enteignungen
Schon 1892 erhielt Arthur Milton aus Vancouver als Folge des Rivers and Streams Act das Recht, Hindernisse am Powell Lake aus dem Weg zu räumen, die seine Holzflöße und sonstige Waldwirtschaftstätigkeit behinderten. Damit waren wohl die Hinterlassenschaften der Sliammon gemeint. Ähnlich erging es den Artefakten am Powell River, als dort 1909 die Powell River Paper Co. gegründet wurde.
Die McKenna-McBride-Kommission untersuchte 1912 die Lage der Indianerreservate und bereitete weit reichende Entscheidungen vor. 1910–1915 wurden die Sliammon gewaltsam ins Indian Reserve 1 umgesiedelt. Sie mussten Dörfer um Grief Point North, einschließlich Tees kwat (heute Standort einer Sägemühle) und andere Siedlungen im Lot 450 verlassen. Einige leisteten vergeblich Widerstand gegen den Abriss ihrer Häuser.
Als 1912 der Damm am Powell River gebaut wurde, verschwanden zahlreiche archäologische Stätten. Das gilt vor allem für den wichtigen Ort Tiskw'at. Im September 1919 zerstörte ein Großbrand das Sliammon-Dorf und gefährdete sogar Powell River. 
Land wurde vor allem ab 1920 für Highways (wie 1927 für den Lund Highway), Telefonleitungen, Sägemühlen, Bergbau und Holzeinschlag enteignet – manchmal auch für Privatwege, wie 1932, als 25 Acre für die Zufahrt zum Hof des Ranchers John Wilde enteignet wurden.
Die Sliammon bekamen hingegen keinerlei Landrechte, durften aber ab 1923 kommerziell fischen. Die gemeinsame Fangflotte der Sliammon, Klahoose und Homalco umfasste vor 1970 mehr als 100 Boote.
Relativ spät, nämlich ab 1929 (andernorts bereits ab 1875) wurde das überlieferte Häuptlingssystem durch ein Wahlhäuptlingstum mit Beiräten ersetzt. Erster gewählter Häuptling war Tom Timothy (1929–1951). Im Laufe der vierziger Jahre verschwand das von der Kirche umgedeutete Watchman-System, ein ursprüngliches Mediations- und Ausgleichssystem, das von den Oblaten zunehmend zu einem Kontroll- und Bestrafungssystem umfunktioniert worden war.

### Zunehmende Selbstbestimmung
1949 erhielten alle Indianer das Wahlrecht für das Provinzparlament, 1960 für das nationale Parlament. Ab 1951 wurde der Indian Agent zunehmend vom Chief verdrängt, das waren vor allem Charles Peters (1951–54) und Jimmy Peters (1954–59). Die Sliammon zielten auf Selbstregierung (self governance). Joseph Mitchell (1971–83) war hierin besonders erfolgreich: 1973 entstand ein neues Band Office, 1976 das Salish Centre und eine Lachszucht. 1981 begann eine Baukampagne, die dazu führte, dass bis 1996 rund 190 neue Häuser entstanden. In den 1990er Jahren wagten es die ersten Familien, wieder ihre traditionellen Tänze (öffentlich) aufzuführen. 1999 wurde die Sprache der Sliammon als Zweitsprache anerkannt, um ein Studium an den Universitäten aufnehmen zu können.
Am 19. April 1994 begann die erste Stufe, 1996 die zweite der Vertragsverhandlungen mit British Columbia, doch wurde 2001 ein erstes Grundsatzabkommen von den Indianern abgelehnt, ein abgewandeltes 2003 hingegen angenommen. Das 1999 gestattete Wahlrecht für nicht im Reservat lebende Indianer trat erstmals 2002 in Kraft und erbrachte den Sliammon 100 neue Wähler.
2002 errichtete die Stadt Powell River einen Küstenpfad, der zugleich als Lehrpfad fungierte. Dort erschienen zunächst praktisch keine Hinweise auf Relikte der Sliammon, im Gegenteil wurden mehrere archäologische Stätten beschädigt. Bis 2004 zogen sich Verhandlungen zwischen der Stadt und den Sliammon hin, in deren Folge die Stadt erstmals Land zurückgab, auf dem ein altes Sliammon-Dorf namens Tees Kwat gestanden hatte. Zudem wurde der Lehrpfad mit Erläuterungen in der Sliammon-Sprache ausgestattet. Auch wurden Ortsbezeichnungen in Wildwood, Cranberry, Townsite und Westview zusätzlich mit ihren Sliammon-Namen versehen, und im Ajoomixw Park entstand ein Totempfahl.

### Dokumentationen
Homer Barnett untersuchte als erster Anthropologe die Kultur und Sprache der Sliammon Mitte der 1930er Jahre. Er publizierte 1955 sein Werk The Coast Salish of British Columbia. 
Randy Bouchard und Dorothy Kennedy begannen 1970 ihre mehr als zehn Jahre dauernde Befragung der Älteren (Elders) der Sliammon, Klahoose und Homalco. Ihre Ergebnisse mündeten in die Publikation: "Sliammon Life, Sliammon Lands".
Der Koordinator der Sliammon Treaty Society, Hew'kin (Joe) Mitchell, führte zwischen 1970 und 1999 zahlreiche Befragungen mit den Elders durch. Sie sind heute im Rahmen der Sliammon Traditional Use Study die Grundlage für eine GPS-basierte Erfassung und Kartierung der für die Sliammon bedeutenden Stätten in ihrem Gebiet. Die vorläufige Karte verzeichnet allein 17 Dörfer, dazu eine große Zahl von Steinritzungen und sonstigen historischen Quellen.

### Vertragsverhandlungen
Im Jahr 2006 standen allein 57 First Nations in Vertragsverhandlungen mit British Columbia bzw. Kanada. Hierbei geht es um vertragliche Regelungen innerhalb der traditionellen Stammesgebiete. Doch gerade diese Gebiete überlappen sich oftmals, sei es, weil man sich früher auf verschiedene Rechte in den betreffenden Gebieten geeinigt hat, oder es handelt sich um strittige Fälle. Die Sliammon einigten sich 1995 mit den Sechelt über ihre Ansprüche, ihnen folgten die übrigen Nachbarn, also die Homalco, Klahoose, Comox (K'omoks), We Wai Kai, Wei Wai Kum und die Kwiakah First Nations. Mit dem Referendum von 2002 traten die Verhandlungen in ein neues Stadium, wobei die Sliammon heute einer der Stämme sind, die einem Vertrag am nächsten sind.
Der Naut’sa mawt Tribal Council (NmTC) vertritt dabei die zehn First Nations der Chemainus, Halalt, Homalco, Klahoose, Malahat, Nanoose, Sliammon, Snuneymuxw, Tsawwassen und Tsleil-Waututh.
Mit dem Kwuth Ta-ow-Bericht („unsere Unterrichtungen“), der von Melissa Louie im Jahr 2000 erstellt wurde, begann die Sammlung historischer Informationen über das traditionelle Herrschaftssystem, die heute allen Stammesmitgliedern zur Verfügung stehen. Am 26. Juni 2004 wurden die traditionellen Dörfer Teeskwat und Tla’amin zusammen mit verschiedenen historisch wertvollen Stätten anerkannt (engl. heritage sites). Daher wird ein gemeinsames Culture and Heritage Committee eingerichtet.
Ende 2004 wurde ein Government-to-Government Relationship, eine vertragliche Abmachung zwischen zwei gleichberechtigten Regierungen, mit dem qathet Regional District abgeschlossen. Die Stadt Powell River erkannte das Sliammon-Volk als die ursprünglichen Bewohner des Landes an. Auch das traditionelle Territorium wurde anerkannt, sowie das Recht auf Selbstregierung (engl. self-government). Im Gegenzug erkannte der Stamm die Rechte der Stadt Powell River als British Columbia municipality an. Häuptling ist seit 2004 Walter Paul.

### Reservate
Die Sliammon leben in sechs Reservaten, wovon Sliammon 1 und Harwood Island 2 mit 778,8 bzw. 847,8 ha mit Abstand die größten sind. Ersteres befindet sich 2 km nordwestlich von Powell River, und dort wohnen auch die meisten Sliammon, letzteres befindet sich nördlich von Texada Island. Toquana 4 (160,1 ha), Tokenatch 5 (21,4 ha) und Kahkaykay 6 (18,2 ha) befinden sich an Nebenarmen des Malaspina Inlet bzw. in seiner Nähe. Nur Paukeanum 3 (80,9 ha) befindet sich nicht mehr im Westminster District, sondern im Sayward District, genauer auf Cortes Island, an der Westküste, nördlich der Smelt Bay. Insgesamt umfassen die Reservate rund 1927 ha.